# Båtsfjord (plaats)
Båtsfjord is een plaats in de Noorse gemeente Båtsfjord, provincie Finnmark. Båtsfjord telt 2099 inwoners (2007) en heeft een oppervlakte van 1,57 km².